# 東サマル州

東サマル州の位置

東サマル州（ひがしサマルしゅう、Province of Eastern Samar）は、フィリピン中部東ビサヤ地方（Eastern Visayas, Region VIII）に属する州である。州都はボロンガン（Borongan）。面積は4,339.6km2、人口は467,160人（2015年）。

## 歴史

### 米比戦争
1901年9月28日、バランギガでバランギガの虐殺が行なわれた。

### 第二次世界大戦
サマール島沖合いのレイテ湾とその周辺海域は、太平洋戦争の決戦、レイテ沖海戦（比島沖海戦）の舞台となった。

## 地理
サマール島の東側を領域としている。北に北サマル州、西にサマル州と接し、南のレイテ湾先にはカラガ地方のディナガット・アイランズ州領域のディナガット島があり、東にはフィリピン海を臨む。

## 行政区分
東サマル州は、1つの市（Component cities）と、22の基礎自治体（Municipalities）からなる。都市（Independent cities）はない。

### 基礎自治体
1. Arteche
2. バランギガ（英語版）
3. バランカヤン（英語版）
4. Can-avid
5. ドローレス
6. ゼネラル・マッカーサー（英語版）
7. ギポルロス（英語版）
8. ギウアン（英語版）
9. ヘルナニ（英語版）
10. Jipapad
11. ラワアン（英語版）
12. ジョレンテ（英語版）
13. マスログ（英語版）
14. マイドロン（英語版）
15. メルセデス（英語版）
16. オラス（英語版）
17. キナポンドン（英語版）
18. サルセド（英語版）
19. サン・フリアン（英語版）
20. サン・ポリカルポ（英語版）
21. スラト（英語版）
22. タフト（英語版）

### 主要市
- ボロンガン（英語版）（Borongan）